# 巴哈利亞龍屬
巴哈利亞龍屬是獸腳亞目恐龍的一屬，是種巨大的肉食性恐龍，化石發現於北非埃及的拜哈里耶組（Bahariya Formation）與卡瑪卡瑪地層（Kem Kem Beds），地質年代為白堊紀晚期的森諾曼階，約9500萬年前。巴哈利亞龍是種大型獸腳類恐龍，體型接近暴龍、鯊齒龍。巴哈利亞龍是以非洲的巴哈利亞綠洲來命名。
模式種是碩大巴哈利亞龍（B. ingens），是由恩斯特·斯特莫（Ernst Stromer）於1934年所描述、命名，但這個模式標本卻於第二次世界大戰中被毀。巴哈利亞龍的實際分類並不明確，曾被分類在不同的獸腳亞目中，包括鯊齒龍科及暴龍超科。近年有研究人員提出巴哈利亞龍屬於西北阿根廷龍科，如果屬實，巴哈利亞龍將是體型最大的角鼻龍下目恐龍。
巴哈利亞龍可能是三角洲奔龍的異名，三角洲奔龍是另一種非洲白堊紀獸腳類恐龍。要更準確分類及了解牠與三角洲奔龍的關係，就要有更多的標本。

## 外部連結
- Bahariasaurus at DinoRuss （页面存档备份，存于）
- Ceratosauria